# Морино
Морино (итал. Morino) је насеље у Италији у округу Л'Аквила, региону Абруцо.
Према процени из 2011. у насељу је живело 594 становника. Насеље се налази на надморској висини од 441 м.

## Становништво
Према резултатима пописа становништва 2011. у општини је живело 1.505 становника.
| 1931. | 1936. | 1951. | 1961. | 1971. | 1981. | 1991. | 2001. | 2011. |
| ----- | ----- | ----- | ----- | ----- | ----- | ----- | ----- | ----- |
| 2.593 | 2.103 | 2.051 | 1.817 | 1.635 | 1.590 | 1.603 | 1.545 | 1.505 |